# Hesperia florinda
Hesperia florinda — вид денних метеликів родини головчаків (Hesperiidae).

## Поширення
Вид поширений на північному сході Азії — Забайкалля, Далекий Схід Росії, Корейський півострів, Японія.

## Спосіб життя
Гусениці годуються на осоках (Carex). Зимують яйця.

## Підвиди
- Hesperia florinda florinda  Butler, 1878
- Hesperia florinda rozhkovi Kurentzov, 1970 (Забайкалля)